# Lijst van acteurs in de Harry Potterfilms
Dit artikel bevat een lijst met personages en acteurs in de Harry Potterfilms. Er wordt per film weergegeven wie welke rol speelt.

## Hoofdrollen
| Personage         | Film                                | Film                             | Film                                     | Film                         | Film                                  | Film                               | Film                                                     |
| Personage         | Harry Potter en de Steen der Wijzen | Harry Potter en de Geheime Kamer | Harry Potter en de Gevangene van Azkaban | Harry Potter en de Vuurbeker | Harry Potter en de Orde van de Feniks | Harry Potter en de Halfbloed Prins | Harry Potter en de Relieken van de Dood deel 1 en deel 2 |
| ----------------- | ----------------------------------- | -------------------------------- | ---------------------------------------- | ---------------------------- | ------------------------------------- | ---------------------------------- | -------------------------------------------------------- |
| Harry Potter      | Daniel Radcliffe                    | Daniel Radcliffe                 | Daniel Radcliffe                         | Daniel Radcliffe             | Daniel Radcliffe                      | Daniel Radcliffe                   | Daniel Radcliffe                                         |
| Ron Wemel         | Rupert Grint                        | Rupert Grint                     | Rupert Grint                             | Rupert Grint                 | Rupert Grint                          | Rupert Grint                       | Rupert Grint                                             |
| Hermelien Griffel | Emma Watson                         | Emma Watson                      | Emma Watson                              | Emma Watson                  | Emma Watson                           | Emma Watson                        | Emma Watson                                              |

## Zweinsteinpersoneelen bewoners, menselijk
| Personage            | Film                                | Film                                          | Film                                     | Film                         | Film                                    | Film                               | Film                                                     |
| Personage            | Harry Potter en de Steen der Wijzen | Harry Potter en de Geheime Kamer              | Harry Potter en de Gevangene van Azkaban | Harry Potter en de Vuurbeker | Harry Potter en de Orde van de Feniks   | Harry Potter en de Halfbloed Prins | Harry Potter en de Relieken van de Dood deel 1 en deel 2 |
| -------------------- | ----------------------------------- | --------------------------------------------- | ---------------------------------------- | ---------------------------- | --------------------------------------- | ---------------------------------- | -------------------------------------------------------- |
| Albus Perkamentus    | Richard Harris                      | Richard Harris                                | Michael Gambon                           | Michael Gambon               | Michael Gambon                          | Michael Gambon                     | Michael Gambon Toby Regbo (jonge jaren)                  |
| Professor Krinkel    | Ian Hart                            |                                               |                                          |                              |                                         |                                    |                                                          |
| Argus Vilder         | David Bradley                       | David Bradley                                 | David Bradley                            | David Bradley                | David Bradley                           | David Bradley                      | David Bradley                                            |
| Filius Banning       | Warwick Davis                       | Warwick Davis                                 | Warwick Davis                            | Warwick Davis                | Warwick Davis                           | Warwick Davis                      | Warwick Davis                                            |
| Wilhelmina Varicosus |                                     |                                               |                                          |                              | Apple Brook                             |                                    |                                                          |
| Rubeus Hagrid        | Robbie Coltrane                     | Robbie Coltrane Martin Bayfield (jonge jaren) | Robbie Coltrane                          | Robbie Coltrane              | Robbie Coltrane                         | Robbie Coltrane                    | Robbie Coltrane                                          |
| Madame Hooch         | Zoë Wanamaker                       |                                               |                                          |                              |                                         |                                    |                                                          |
| Gladianus Smalhart   |                                     | Kenneth Branagh                               |                                          |                              |                                         |                                    |                                                          |
| Minerva Anderling    | Maggie Smith                        | Maggie Smith                                  | Maggie Smith                             | Maggie Smith                 | Maggie Smith                            | Maggie Smith                       | Maggie Smith                                             |
| Irma Rommella        |                                     | Sally Mortemore                               |                                          |                              |                                         |                                    |                                                          |
| Poppy Plijster       |                                     | Gemma Jones                                   |                                          |                              |                                         | Gemma Jones                        | Gemma Jones                                              |
| Severus Sneep        | Alan Rickman                        | Alan Rickman                                  | Alan Rickman                             | Alan Rickman                 | Alan Rickman Alec Hopkins (jonge jaren) | Alan Rickman                       | Alan Rickman                                             |
| Pomona Stronk        |                                     | Miriam Margolyes                              |                                          |                              |                                         |                                    | Miriam Margolyes                                         |
| Sybilla Zwamdrift    |                                     |                                               | Emma Thompson                            | Emma Thompson                | Emma Thompson                           |                                    | Emma Thompson                                            |
| Dorothea Omber       |                                     |                                               |                                          |                              | Imelda Staunton                         |                                    | Imelda Staunton                                          |
| Hildebrand Slakhoorn |                                     |                                               |                                          |                              |                                         | Jim Broadbent                      | Jim Broadbent                                            |
| Clothilde Bingel     |                                     |                                               |                                          |                              |                                         |                                    | Carolyn Pickles                                          |

## Zweinsteinpersoneel en -bewoners, niet menselijk
| Personage            | Film                                | Film                             | Film                                     | Film                         | Film                                  | Film                               | Film                                                     |
| Personage            | Harry Potter en de Steen der Wijzen | Harry Potter en de Geheime Kamer | Harry Potter en de Gevangene van Azkaban | Harry Potter en de Vuurbeker | Harry Potter en de Orde van de Feniks | Harry Potter en de Halfbloed Prins | Harry Potter en de Relieken van de Dood deel 1 en deel 2 |
| -------------------- | ----------------------------------- | -------------------------------- | ---------------------------------------- | ---------------------------- | ------------------------------------- | ---------------------------------- | -------------------------------------------------------- |
| De Bloederige Baron  | Terence Bayler                      |                                  |                                          |                              |                                       |                                    |                                                          |
| Heer Palagon         |                                     |                                  | Paul Whitehouse                          |                              |                                       |                                    |                                                          |
| Dobby                |                                     | Toby Jones (stem)                |                                          |                              |                                       |                                    | Toby Jones (stem)                                        |
| De Dikke Monnik      | Simon Fisher-Becker                 |                                  |                                          |                              |                                       |                                    |                                                          |
| Dikke Dame           | Elizabeth Spriggs                   |                                  | Dawn French                              |                              |                                       |                                    |                                                          |
| De Grijze Dame       | Nina Young                          | Nina Young                       |                                          |                              |                                       |                                    | Kelly Macdonald                                          |
| Jammerende Jenny     |                                     | Shirley Henderson                |                                          | Shirley Henderson            |                                       |                                    |                                                          |
| Haast Onthoofde Henk | John Cleese                         | John Cleese                      |                                          |                              |                                       |                                    |                                                          |
| Sorteerhoed          | Leslie Phillips (stem)              | Leslie Phillips (stem)           |                                          |                              |                                       |                                    |                                                          |

## Leerlingen van Zweinstein
| Personage          | Film                                | Film                             | Film                                     | Film                         | Film                                  | Film                               | Film                                                     |
| Personage          | Harry Potter en de Steen der Wijzen | Harry Potter en de Geheime Kamer | Harry Potter en de Gevangene van Azkaban | Harry Potter en de Vuurbeker | Harry Potter en de Orde van de Feniks | Harry Potter en de Halfbloed Prins | Harry Potter en de Relieken van de Dood deel 1 en deel 2 |
| ------------------ | ----------------------------------- | -------------------------------- | ---------------------------------------- | ---------------------------- | ------------------------------------- | ---------------------------------- | -------------------------------------------------------- |
| Hannah Albedil     |                                     | Charlotte Skeoch                 |                                          | Charlotte Skeoch             |                                       |                                    |                                                          |
| Katja Bell         | Emily Dale                          | Emily Dale                       |                                          |                              |                                       | Georgina Leonidas                  | Georgina Leonidas                                        |
| Suzanne Bonkel     | Eleanor Columbus                    | Eleanor Columbus                 |                                          |                              |                                       |                                    |                                                          |
| Belinda Broom      |                                     |                                  | Jennifer Smith                           |                              |                                       | Jessie Cave                        | Jessie Cave                                              |
| Cho Chang          |                                     |                                  |                                          | Katie Leung                  | Katie Leung                           |                                    | Katie Leung                                              |
| Regina Valster     |                                     |                                  |                                          |                              |                                       | Anna Shaffer                       | Anna Shaffer                                             |
| Vincent Korzel     | Jamie Waylett                       | Jamie Waylett                    | Jamie Waylett                            | Jamie Waylett                | Jamie Waylett                         | Jamie Waylett                      |                                                          |
| Kasper Krauwel     |                                     | Hugh Mitchell                    |                                          |                              |                                       |                                    |                                                          |
| Robbie Davids      |                                     |                                  |                                          | Henry Lloyd-Hughes           |                                       |                                    |                                                          |
| Marcus Hork        | Jamie Yeates                        | Jamie Yeates                     |                                          |                              |                                       |                                    |                                                          |
| Carlo Kannewasser  |                                     |                                  |                                          | Robert Pattinson             |                                       |                                    |                                                          |
| Joost Flets-Frimel |                                     | Edward Randell                   |                                          |                              |                                       |                                    |                                                          |
| Simon Filister     | Devon Murray                        | Devon Murray                     | Devon Murray                             | Devon Murray                 | Devon Murray                          | Devon Murray                       | Devon Murray                                             |
| Karel Kwast        | Joshua Herdman                      | Joshua Herdman                   | Joshua Herdman                           | Joshua Herdman               | Joshua Herdman                        | Joshua Herdman                     | Joshua Herdman                                           |
| Angelique Jansen   | Danielle Tabor                      | Danielle Tabor                   | Danielle Tabor                           | Tiana Benjamin               |                                       |                                    |                                                          |
| Leo Jordaan        | Luke Youngblood                     | Luke Youngblood                  |                                          |                              |                                       |                                    |                                                          |
| Marcel Lubbermans  | Matthew Lewis                       | Matthew Lewis                    | Matthew Lewis                            | Matthew Lewis                | Matthew Lewis                         | Matthew Lewis                      | Matthew Lewis                                            |
| Loena Leeflang     |                                     |                                  |                                          |                              | Evanna Lynch                          | Evanna Lynch                       | Evanna Lynch                                             |
| Ernst Marsman      |                                     | Louis Doyle                      |                                          | Louis Doyle                  |                                       |                                    |                                                          |
| Draco Malfidus     | Tom Felton                          | Tom Felton                       | Tom Felton                               | Tom Felton                   | Tom Felton                            | Tom Felton                         | Tom Felton                                               |
| Patty Park         |                                     |                                  | Genevieve Gaunt                          |                              |                                       | Scarlett Byrne                     | Scarlett Byrne                                           |
| Benno Zabini       |                                     |                                  |                                          |                              |                                       | Louis Cordice                      | Louis Cordice                                            |
| Padma Patil        |                                     |                                  |                                          | Afshan Azad                  | Afshan Azad                           | Afshan Azad                        | Afshan Azad                                              |
| Parvati Patil      |                                     |                                  | Sitara Shah                              | Shefali Chowdhury            | Shefali Chowdhury                     | Shefali Chowdhury                  |                                                          |
| Zacharias Smid     |                                     |                                  |                                          |                              | Nick Shrim                            |                                    |                                                          |
| Alicia Spinet      | Leilah Sutherland                   | Rochelle Douglas                 |                                          |                              |                                       |                                    |                                                          |
| Daan Tomas         | Alfred Enoch                        | Alfred Enoch                     | Alfred Enoch                             | Alfred Enoch                 | Alfred Enoch                          | Alfred Enoch                       | Alfred Enoch                                             |
| Fred Wemel         | James Phelps                        | James Phelps                     | James Phelps                             | James Phelps                 | James Phelps                          | James Phelps                       | James Phelps                                             |
| George Wemel       | Oliver Phelps                       | Oliver Phelps                    | Oliver Phelps                            | Oliver Phelps                | Oliver Phelps                         | Oliver Phelps                      | Oliver Phelps                                            |
| Ginny Wemel        | Bonnie Wright                       | Bonnie Wright                    | Bonnie Wright                            | Bonnie Wright                | Bonnie Wright                         | Bonnie Wright                      | Bonnie Wright                                            |
| Nigel Wespurt      |                                     |                                  |                                          | William Melling              | William Melling                       |                                    | William Melling                                          |
| Olivier Plank      | Sean Biggerstaff                    | Sean Biggerstaff                 |                                          |                              |                                       |                                    |                                                          |
| Alfons Gasthuis    |                                     |                                  |                                          |                              |                                       | Rob Knox                           |                                                          |
| Magnus Stoker      |                                     |                                  |                                          |                              |                                       | Freddie Stroma                     | Freddie Stroma                                           |

## Heer Voldemorten zijnDooddoeners
| Personage              | Film                                | Film                             | Film                                     | Film                         | Film                                       | Film                                                        | Film                                                     |
| Personage              | Harry Potter en de Steen der Wijzen | Harry Potter en de Geheime Kamer | Harry Potter en de Gevangene van Azkaban | Harry Potter en de Vuurbeker | Harry Potter en de Orde van de Feniks      | Harry Potter en de Halfbloed Prins                          | Harry Potter en de Relieken van de Dood deel 1 en deel 2 |
| ---------------------- | ----------------------------------- | -------------------------------- | ---------------------------------------- | ---------------------------- | ------------------------------------------ | ----------------------------------------------------------- | -------------------------------------------------------- |
| Waldemar Bijlhout      |                                     |                                  |                                          |                              |                                            | Rod Hunt                                                    | Rod Hunt                                                 |
| Jeegers                |                                     |                                  |                                          |                              |                                            |                                                             | Peter Mullan                                             |
| Alecto Kragge          |                                     |                                  |                                          |                              |                                            | Suzanne Toase                                               | Suzanne Toase                                            |
| Amycus Kragge          |                                     |                                  |                                          |                              |                                            | Ralph Ineson                                                | Ralph Ineson                                             |
| Bartolomeus Krenck Jr. |                                     |                                  |                                          | David Tennant                |                                            |                                                             |                                                          |
| Bellatrix van Detta    |                                     |                                  |                                          |                              | Helena Bonham Carter                       | Helena Bonham Carter                                        | Helena Bonham Carter                                     |
| Scabior                |                                     |                                  |                                          |                              |                                            |                                                             | Nick Moran                                               |
| Lucius Malfidus        |                                     | Jason Isaacs                     |                                          | Jason Isaacs                 | Jason Isaacs                               | Jason Isaacs                                                | Jason Isaacs                                             |
| Narcissa Malfidus      |                                     |                                  |                                          |                              |                                            | Helen McCrory                                               | Helen McCrory                                            |
| Peter Pippeling        |                                     |                                  | Timothy Spall                            | Timothy Spall                | Timothy Spall Charles Hughes (jonge jaren) | Timothy Spall                                               | Timothy Spall                                            |
| Heer Voldemort         | Richard Bremmer (stem) Ian Hart     | Christian Coulson (jonge jaren)  |                                          | Ralph Fiennes                | Ralph Fiennes                              | Hero Fiennes-Tiffin (11-jarige) Frank Dillane (tienerjaren) | Ralph Fiennes                                            |

## Medewerkers van hetMinisterie van Toverkunst
| Personage              | Film                                | Film                             | Film                                     | Film                         | Film                                  | Film                               | Film                                                     |
| Personage              | Harry Potter en de Steen der Wijzen | Harry Potter en de Geheime Kamer | Harry Potter en de Gevangene van Azkaban | Harry Potter en de Vuurbeker | Harry Potter en de Orde van de Feniks | Harry Potter en de Halfbloed Prins | Harry Potter en de Relieken van de Dood deel 1 en deel 2 |
| ---------------------- | ----------------------------------- | -------------------------------- | ---------------------------------------- | ---------------------------- | ------------------------------------- | ---------------------------------- | -------------------------------------------------------- |
| Emilia Bonkel          |                                     |                                  |                                          |                              | Sian Thomas                           |                                    |                                                          |
| Barend Kannewasser     |                                     |                                  |                                          | Jeff Rawle                   |                                       |                                    |                                                          |
| Bartolomeus Krenck Sr. |                                     |                                  |                                          | Roger Lloyd-Pack             |                                       |                                    |                                                          |
| Cornelis Droebel       |                                     | Robert Hardy                     | Robert Hardy                             | Robert Hardy                 | Robert Hardy                          |                                    |                                                          |
| Romeo Wolkenveldt      |                                     |                                  |                                          |                              | George Harris                         |                                    | George Harris                                            |
| Nymphadora Tops        |                                     |                                  |                                          |                              | Natalia Tena                          | Natalia Tena                       | Natalia Tena                                             |
| Jan Donders            |                                     |                                  |                                          |                              | Richard Leaf                          |                                    |                                                          |
| Arthur Wemel           |                                     | Mark Williams                    | Mark Williams                            | Mark Williams                | Mark Williams                         | Mark Williams                      | Mark Williams                                            |
| Percy Wemel            | Chris Rankin                        | Chris Rankin                     | Chris Rankin                             |                              | Chris Rankin                          |                                    | Chris Rankin                                             |
| Albert Rigeur          |                                     |                                  |                                          |                              |                                       |                                    | David O'Hara                                             |
| Roelof Malkander       |                                     |                                  |                                          |                              |                                       |                                    | Steffan Rhodri                                           |
| Mafalda Russula        |                                     |                                  |                                          |                              |                                       |                                    | Sophie Thompson                                          |
| Maria Malkander        |                                     |                                  |                                          |                              |                                       |                                    | Kate Fleetwood                                           |
| Rufus Schobbejak       |                                     |                                  |                                          |                              |                                       |                                    | Bill Nighy                                               |
| Pius Dikkers           |                                     |                                  |                                          |                              |                                       |                                    | Guy Henry                                                |

## Andere leden van deOrde van de Feniks
| Personage              | Film                                | Film                             | Film                                     | Film                         | Film                                      | Film                               | Film                                                     |
| Personage              | Harry Potter en de Steen der Wijzen | Harry Potter en de Geheime Kamer | Harry Potter en de Gevangene van Azkaban | Harry Potter en de Vuurbeker | Harry Potter en de Orde van de Feniks     | Harry Potter en de Halfbloed Prins | Harry Potter en de Relieken van de Dood deel 1 en deel 2 |
| ---------------------- | ----------------------------------- | -------------------------------- | ---------------------------------------- | ---------------------------- | ----------------------------------------- | ---------------------------------- | -------------------------------------------------------- |
| Sirius Zwarts          |                                     |                                  | Gary Oldman                              | Gary Oldman                  | Gary Oldman James Walters (jonge jaren)   |                                    | Gary Oldman / Rohan Gotobed (jonge jaren)                |
| Desiderius Perkamentus |                                     |                                  |                                          |                              | Jim McManus                               |                                    | Ciarán Hinds                                             |
| Arabella Vaals         |                                     |                                  |                                          |                              | Kathryn Hunter                            |                                    |                                                          |
| Remus Lupos            |                                     |                                  | David Thewlis                            |                              | David Thewlis James Utechin (jonge jaren) | David Thewlis                      | David Thewlis                                            |
| Alastor Dolleman       |                                     |                                  |                                          | Brendan Gleeson              | Brendan Gleeson                           |                                    | Brendan Gleeson                                          |
| James Potter           | Adrian Rawlins                      | Adrian Rawlins                   | Adrian Rawlins                           | Adrian Rawlins               | Robbie Jarvis (jonge jaren)               |                                    | Adrian Rawlins                                           |
| Lily Potter            | Geraldine Somerville                | Geraldine Somerville             | Geraldine Somerville                     | Geraldine Somerville         | Susie Shinner (jonge jaren)               |                                    | Geraldine Somerville Ellie Darcey-Alden                  |
| Bill Wemel             |                                     |                                  | Richard Fish                             |                              |                                           |                                    | Domhnall Gleeson                                         |
| Charlie Wemel          |                                     |                                  | Alex Crockford                           |                              |                                           |                                    |                                                          |
| Molly Wemel            | Julie Walters                       | Julie Walters                    | Julie Walters                            |                              | Julie Walters                             | Julie Walters                      | Julie Walters                                            |
| Levenius Lorrebos      |                                     |                                  |                                          |                              |                                           |                                    | Andy Linden                                              |

## Dreuzels
| Personage         | Film                                | Film                             | Film                                     | Film                         | Film                                  | Film                               | Film                                                     |
| Personage         | Harry Potter en de Steen der Wijzen | Harry Potter en de Geheime Kamer | Harry Potter en de Gevangene van Azkaban | Harry Potter en de Vuurbeker | Harry Potter en de Orde van de Feniks | Harry Potter en de Halfbloed Prins | Harry Potter en de Relieken van de Dood deel 1 en deel 2 |
| ----------------- | ----------------------------------- | -------------------------------- | ---------------------------------------- | ---------------------------- | ------------------------------------- | ---------------------------------- | -------------------------------------------------------- |
| Frank Braam       |                                     |                                  |                                          | Eric Sykes                   |                                       |                                    |                                                          |
| Dirk Duffeling    | Harry Melling                       | Harry Melling                    | Harry Melling                            |                              | Harry Melling                         |                                    | Harry Melling                                            |
| Margot Duffeling  |                                     |                                  | Pam Ferris                               |                              |                                       |                                    |                                                          |
| Petunia Duffeling | Fiona Shaw                          | Fiona Shaw                       | Fiona Shaw                               |                              | Fiona Shaw                            |                                    | Fiona Shaw                                               |
| Herman Duffeling  | Richard Griffiths                   | Richard Griffiths                | Richard Griffiths                        |                              | Richard Griffiths                     |                                    | Richard Griffiths                                        |
| Mevrouw Koort     |                                     |                                  |                                          |                              |                                       | Amelda Brown                       |                                                          |
| Mevrouw Griffel   |                                     |                                  |                                          |                              |                                       |                                    | Michelle Fairley                                         |

## Buitenlandse heksen en tovenaars
| Personage           | Film                                | Film                             | Film                                     | Film                         | Film                                  | Film                               | Film                                                     |
| Personage           | Harry Potter en de Steen der Wijzen | Harry Potter en de Geheime Kamer | Harry Potter en de Gevangene van Azkaban | Harry Potter en de Vuurbeker | Harry Potter en de Orde van de Feniks | Harry Potter en de Halfbloed Prins | Harry Potter en de Relieken van de Dood deel 1 en deel 2 |
| ------------------- | ----------------------------------- | -------------------------------- | ---------------------------------------- | ---------------------------- | ------------------------------------- | ---------------------------------- | -------------------------------------------------------- |
| Fleur Delacour      |                                     |                                  |                                          | Clémence Poésy               |                                       |                                    | Clémence Poésy                                           |
| Gabrielle Delacour  |                                     |                                  |                                          | Angelica Mandy               |                                       |                                    | Angelica Mandy                                           |
| Igor Karkarov       |                                     |                                  |                                          | Predrag Bjelac               |                                       |                                    |                                                          |
| Viktor Kruml        |                                     |                                  |                                          | Stanislav Ianevski           |                                       |                                    | Stanislav Ianevski                                       |
| Olympe Mallemour    |                                     |                                  |                                          | Frances de la Tour           |                                       |                                    | Frances de la Tour                                       |
| Gellert Grindelwald |                                     |                                  |                                          |                              |                                       |                                    | Jamie Campbell Bower                                     |
| Stavlov             |                                     |                                  |                                          |                              |                                       |                                    | Rade Šerbedžija                                          |

## Diversen
| Personage           | Film                                | Film                             | Film                                     | Film                         | Film                                  | Film                               | Film                                                     |  |
| Personage           | Harry Potter en de Steen der Wijzen | Harry Potter en de Geheime Kamer | Harry Potter en de Gevangene van Azkaban | Harry Potter en de Vuurbeker | Harry Potter en de Orde van de Feniks | Harry Potter en de Halfbloed Prins | Harry Potter en de Relieken van de Dood deel 1 en deel 2 |  |
| ------------------- | ----------------------------------- | -------------------------------- | ---------------------------------------- | ---------------------------- | ------------------------------------- | ---------------------------------- | -------------------------------------------------------- |  |
| Olivander           | John Hurt                           |                                  |                                          |                              |                                       |                                    | John Hurt                                                |  |
| Madame Rosmerta     |                                     |                                  | Julie Christie                           |                              |                                       |                                    |                                                          |  |
| Sjaak Stuurman      |                                     |                                  | Lee Ingleby                              |                              |                                       |                                    |                                                          |  |
| Rita Pulpers        |                                     |                                  |                                          | Miranda Richardson           |                                       |                                    | Miranda Richardson                                       |  |
| Goof Blikscha       |                                     |                                  | Jimmy Gardner                            |                              |                                       |                                    |                                                          |  |
| Tom de barman       | Derek Deadman                       |                                  | Jim Tavare                               |                              |                                       |                                    |                                                          |  |
| Xenofilus Leeflang  |                                     |                                  |                                          |                              |                                       |                                    | Rhys Ifans                                               |  |
| Marga Wemel         |                                     |                                  |                                          |                              |                                       |                                    | Matyelok Gibbs                                           |  |
| Engelbert Dop       |                                     |                                  |                                          |                              |                                       |                                    | David Ryall                                              |  |
| Mathilda Belladonna |                                     |                                  |                                          |                              |                                       |                                    | Hazel Douglas                                            |  |
| Snoepkarvrouwtje    | Jean Southern                       |                                  |                                          | Margery Mason                |                                       |                                    |                                                          |  |

## Wezens
| Personage       | Film                                | Film                             | Film                                     | Film                         | Film                                  | Film                               | Film                                                     |
| Personage       | Harry Potter en de Steen der Wijzen | Harry Potter en de Geheime Kamer | Harry Potter en de Gevangene van Azkaban | Harry Potter en de Vuurbeker | Harry Potter en de Orde van de Feniks | Harry Potter en de Halfbloed Prins | Harry Potter en de Relieken van de Dood deel 1 en deel 2 |
| --------------- | ----------------------------------- | -------------------------------- | ---------------------------------------- | ---------------------------- | ------------------------------------- | ---------------------------------- | -------------------------------------------------------- |
| Aragog          |                                     | Julian Glover (stem)             |                                          |                              |                                       |                                    |                                                          |
| Ban             |                                     |                                  |                                          |                              | Jason Piper (stem)                    |                                    |                                                          |
| Firenze         | Ray Fearon (stem)                   |                                  |                                          |                              |                                       |                                    |                                                          |
| Gekrompen hoofd |                                     |                                  | Lenny Henry (stem)                       |                              |                                       |                                    |                                                          |
| Groemp          |                                     |                                  |                                          |                              | Tony Maudsley (stem)                  |                                    |                                                          |
| Fenrir Vaalhaar |                                     |                                  |                                          |                              |                                       | Dave Legeno                        | Dave Legeno                                              |
| Knijster        |                                     |                                  |                                          |                              | Timothy Bateson (stem)                |                                    | Simon McBurney (stem)                                    |
| Bogrod          |                                     |                                  |                                          |                              |                                       |                                    | Jon Key                                                  |
| Grijphaak       | Verne Troyer                        |                                  |                                          |                              |                                       |                                    | Warwick Davis                                            |